# Hana Shalabi
Pour les articles homonymes, voir Shalabi.
 (juillet 2017).
Hana Yahya Shalabi, en arabe : هناء يحيى شلبي, née le 2 juillet 1982 ou le  2 juillet 1983, est originaire de Burquin en Palestine.
Elle est connue pour avoir été arrêtée le 16 février 2012 puis détenue, en Israël, sans inculpation. Elle est accusée d'être une activiste du Jihad islamique palestinien. Elle avait déjà été arrêtée en 2009 et détenue durant 25 mois,. Sa dernière arrestation entraîne des manifestations dans les territoires palestiniens,. Elle entame une grève de la faim qu'elle interrompt au bout de 44 jours, après un accord avec Israël dans lequel elle doit être déportée dans la bande de Gaza et y rester pendant trois ans. Amnesty International considère que cet accord constitue une déportation forcée, contraire aux Conventions de Genève et au droit international.

## Crédit d'auteurs
- (en) Cet article est partiellement ou en totalité issu de l’article de Wikipédia en anglais intitulé « Hana Shalabi » (voir la liste des auteurs).